# Shimon¿?
¿?shimon（1997年5月18日 - ）は、日本の作詞家、作曲家、編曲家、ボカロP。ロックバンド「'97,Kids」のメンバーであり、ロックバンドYullie-Echoの元メンバー。福岡県出身。

## 来歴
2017年、マイキらと共にバンド・『Yullie-Echo』を結成。当時はボーカルを担当していた。その後、2019年に解散し、「和田志文」名義でボカロPの活動を開始した。また、カバー動画等も投稿していた。
2021年6月5日に投稿した、『偽物人間40号』が自身初の殿堂入りを果たし、2024年1月現在、YouTubeでは300万再生、ニコニコでは50万再生越えのヒットを打ち立てた。また、オリジナルのラップも投稿している。
2024年8月30日にYullie-Echoの最終メンバーと『'97,Kids』を結成。
バンド時代のメンバーであるマイキや大成とは今でも親交が深く、マイキのサブチャンネルでのコラボや、カバー動画でもゲストボーカルとして迎えられている。